# دنیل قره باغی اشتاکلر
دنیل قره باغی اشتاکلر (فارسی: دنیل قره باغی اشتاکلر؛ زادهٔ ۱۳ آوریل ۱۹۹۷) بازیکن فوتبال اهل دانمارک است. وی اصالتا ایرانی،اتریشی است. پدر دنیل قره باغی اصالتا ایرانی و اهل تبریز است.
از باشگاه‌هایی که در آن بازی کرده‌است می‌توان به باشگاه فوتبال بروندبی اشاره کرد.
وی همچنین در تیم‌های ملی فوتبال Denmark national under-16 football team, Denmark national under-17 football team, Denmark national under-18 football team، و Denmark national under-19 football team بازی کرده‌است.